# Modrolas
Modrolas (deutscher Name: Mandelatz) ist ein Dorf in der polnischen Woiwodschaft Westpommern. Es gehört zur Landgemeinde Tychowo (Groß Tychow) im Kreis Belgard.

## Geografische Lage

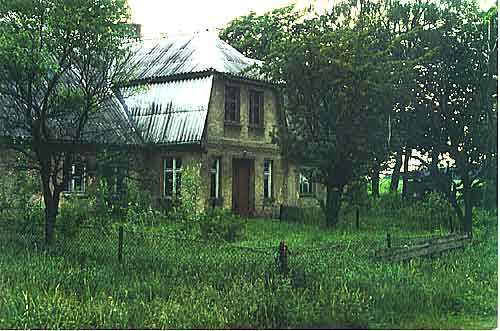
Ehemaliges Gutshaus in Mandelatz (1992)

Modrolas liegt 15 Kilometer südöstlich der Kreisstadt Białogard und ist auf einer Nebenstraßenverbindung über Klępino Białogardzkie (Klempin) und Dobrowo (Dubberow) zu erreichen. Bahnstation ist Podborsko (Kiefheide) an der Bahnstrecke Szczecinek–Kołobrzeg.
Modrolas liegt auf einer Hochebene am rechten Ufer der Leszczynka (Hasselbach), die hier in die Liśnica (Leitznitz) mündet. Beide Wasserläufe bilden mit ihren Niederungen und den großen Waldgebieten ein gern besuchtes Naherholungsgebiet.

## Ortsgeschichte

Gutshaus Mandelatz, um 1930

Mandelatz, das im 18. Jahrhundert noch Mandelatzke hieß, war teilweise durch Besitzverhältnisse mit dem Ort Burzlaff (heute polnisch: Borzysław) verbunden und im Eigentum der Familie von Kleist. Im Jahre 1719 wurde es an die Familie von Versen verkauft, aber kurze darauf von den Kleistschen Söhnen zurück erworben. Später wechselten die Besitzer wieder, und 1867 wird wiederum die Familie von Versen genannt. 1886 oder 1887 wurde das Gut Mandelatz A. – bis dahin der Familie von Versen-Burzlaff gehörig – gerichtlich versteigert. Letzter Eigentümer vor 1945 war fortan die Familie Haeger (Reinhard Haeger war Kreisleiter der NSDAP und beim Reichsnährstand in Stettin tätig – er verstarb im Oktober 1936 an Leukämie).
Zum Dorf Mandelatz gehörte das Vorwerk Kiefheide (Podborsko). Seine Bahnstation machte es zum bedeutenden Bestandteil des Personennah- und -fernverkehrs.
Außer dem Gut (327 Hektar) gab es in Mandelatz nur noch einen bäuerlichen Betrieb. Im Jahre 1867 wurden in Mandelatz und Kiefheide 112 Einwohner gezählt. 
Nur wenig mehr – nämlich 136 – waren es im Jahre 1939. Damals gehörte die 1158,7 Hektar große Gemeinde Mandelatz zum Amtsbezirk Burzlaff (Borzysław) im Landkreis Belgard (Persante). Sitz des Standesamtes war Buckow (Bukowo), während das zuständige Amtsgerichts in Belgard stand. Die Polizeigewalt lag beim Oberlandjäger in Groß Tychow (Tychowo).
Anfang März 1945 besetzten Truppen der Roten Armee den Ort, und infolge des Krieges wurde die deutsche Bevölkerung bis Ende 1946 vertrieben. Mandelatz wurde unter dem Namen Modrolas ein Ortsteil der Gmina Tychowo im Powiat Białogardzki.

## Kirche
Mandelatz hatte keine eigene Kirche. Das Dorf war bis 1945 in die Kirchengemeinde Neu Buckow (Bukówko) im Kirchspiel Groß Tychow eingepfarrt und lag im Kirchenkreis Belgard in der Kirchenprovinz Pommern der evangelischen Kirche der Altpreußischen Union. 
Heute gehört Modrolas zum Kirchspiel Koszalin (Köslin) in der Diözese Pommern-Großpolen der Evangelisch-Augsburgischen Kirche in Polen.